# Кыртомский Крестовоздвиженский монастырь
Кы́ртомский Крестовоздви́женский монасты́рь — монастырь Екатеринбургской епархии Русской православной церкви в Свердловской области.
Основан в 1871 году на реке Кыртомке — притоке реки Тагил, недалеко от впадения той в Туру. Это место было присмотрено крестьянином Андрияном Медведевым, оставшемся здесь жить в землянке и прослывшем старцем. В течение десяти лет здесь вырос монастырь. В его стенах бывал Григорий Распутин, а в предреволюционные годы через него проходил старый, сейчас уже забытый паломнический маршрут из Тобольска в Верхотурье. В 1919 году монастырь разграбили большевики. В 1972 году остатки строений сгорели при невыясненных обстоятельствах.
В 2011 году монастырь начали восстанавливать. Сообщается, что основной вклад в восстановление монастыря внёс бывший схиигумен Сергий (Романов), освящён восстановленный монастырь был архиепископом Екатеринбургским Викентием.
По данным на июль 2020 года, монастыря официально не существует, или этот комплекс сооружений оформлен на частных лиц, также как Среднеуральский женский монастырь и скиты Сергия (Романова).